# Campionatul de fotbal din Capul Verde
Campionatul de fotbal din Capul Verde este primul eșalon din sistemul competițional fotbalistic din Capul Verde. Un campionat local a fost fondat în 1953 înainte de independență, când insula făcea parte din Imperiul Portughez.

## Cluburile sezonului 2009-10
Campionatul este format din echipele câștigătoare ale campionatelor de pe cele nouă insule (a 10-a insulă, Santa Luzia, nu participă)

#### Group A
- Batuque FC - Campioană a  Ligii Insulii São Vicente
- Botafogo FC - Campioană a Ligii Insulii Fogo
- CS Marítimo - Campioană a Ligii Insulii Santo Antão (Sud)
- FC Boavista - Vice-campioană a Ligii Insulii Santiago (Sud)
- SC Morabeza - Campioană a Ligii Insulii Brava
- Solpontense FC - Campioană a Ligii Insulii Santo Antão (Nord)

#### Group B
- Académico do Aeroporto - Campioană a Ligii Insulii Sal Island League
- Barreirense - Campioană a Ligii Insulii Maio
- Desportivo Ribeira Brava - Ligii Insulii São Nicolau
- GDR do Scorpion Vermelho - Campioană a Ligii Insulii Santiago Island (Nord)
- Sporting (Praia) (Campioană a Ligii Insulii Santiago (Sud))
- Sporting Boa Vista - Campioană a Ligii Insulii Boa Vista

## Înainte de independență
| - 1953: Académica (Mindelo) - 1954-55: nu s-a disputat - 1956: CS Mindelense - 1957-59: nu s-a disputat - 1960: CS Mindelense - 1961: Sporting Clube da Praia - 1962: CS Mindelense | - 1963: FC Boavista - 1964: nu s-a disputat - 1965: Académica (Praia) - 1966: CS Mindelense - 1967: Académica (Mindelo) - 1968: CS Mindelense - 1969: Sporting Clube da Praia | - 1970: nu s-a disputat - 1971: CS Mindelense - 1972: CD Travadores - 1973: Castilho (Mindelo) - 1974: Sporting Clube da Praia |  |

### Performanțe după club
| Club                    | Campioni | Ani                                |
| ----------------------- | -------- | ---------------------------------- |
| CS Mindelense           | 6        | 1956, 1960, 1962, 1966, 1968, 1971 |
| Sporting Clube da Praia | 3        | 1961, 1969, 1974                   |
| Académica (Mindelo)     | 2        | 1953, 1967                         |
| Castilho (Mindelo)      | 1        | 1973                               |
| CD Travadores           | 1        | 1972                               |
| Académica (Praia)       | 1        | 1965                               |
| FC Boavista             | 1        | 1963                               |

### Performanțe după insule
| Club        | Campioni | Ani                                                                    |
| ----------- | -------- | ---------------------------------------------------------------------- |
| São Vicente | 12       | 1966, 1977, 1981, 1984, 1988, 1989, 1990, 1992, 1998, 1999, 2000, 2005 |
| Santiago    | 12       | 1985, 1987, 1991, 1994, 1995, 1996, 1997, 2000, 2006, 2007, 2008, 2009 |
| Sal         | 2        | 1993, 2003                                                             |
| Boa Vista   | 1        | 1983                                                                   |
| Fogo        | 1        | 1980                                                                   |
| Maio        | 1        | 1996                                                                   |